# Коте Пазов
Константин (Коте, Коце) Ангелов Пазов е български просветен деец и общественик от Македония.

## Биография
Коте Пазов е роден в 1826 година в Прилеп, тогава в Османската империя. Учител е в града в периода от 1843 до 1886 година. Освен това се занимава и с подвързване на книги. Виден общественик е в родния си град. Коста Църнушанов пише за Коте Пазов:
| „ | Неговъ връстникъ [на Костадин Динговски] и знаменитъ като него просвѣтенъ работникъ е билъ даскалъ Коте Пазовъ, дѣдо на днешнитѣ Найчевци. Неговото училище е сѫществувало успоредно съ народното. Коте е единъ от най-дългогодишнитѣ килийни учители. Надаренъ билъ съ забележителна педагогическа способность. Привличалъ много ученици и възпиталъ много добри граждани. Училището му се намирало въ собствената му кѫща въ „Тавчиоско маало“, при каменаритѣ, въ днешната кѫща на Найчевци. И занаятътъ му е билъ близъкъ до просвѣтното дѣло: той билъ подвързачъ на книги. Въ кѫщата си сѫщевременно преписвалъ и много черковни книги. Образци отъ неговитѣ преписи сѫ запазени у неговитѣ наследници. Написани съ красивъ рѫкописъ, съ черковнославянски печатни букви, съ червени особени текстове, въ които се даватъ указания на народенъ български езикъ, книгитѣ на даскалъ Коте сѫ една ценность оставена отъ онова време, когато е създавана рѣдка любовь къмъ българската книга. Неговитѣ преписи на черковни книги, молитви за всички случаи свързани съ религиозния животъ сѫ подвигъ на единъ издигнатъ духъ. Училъ е ученицитѣ си да четатъ и пѣятъ молитви съответни за всѣкой религиозенъ моментъ: при сѣдане на трапезата, при свършване на яденето, при влизане въ църква и пр. Личнитѣ качества на даскалъ Коте сѫ го издигали особено високо въ очитѣ на гражданството и ученицитѣ му. Той е билъ благочестивъ човѣкъ, кротъкъ, благороденъ, тихъ и извънредно трудолюбивъ. Подобно на нѣвгашнитѣ български лѣтописци, той хроникиралъ всички забележителни събития въ града и околията. Доказателства за това имаме въ едно запазено отъ неговитѣ наследници тевтерче, въ което покрай имената на длъжницитѣ си ученици, е отбелязвалъ и събитията на деня. Тамъ е отбелязана и една отъ годинитѣ, когато е билъ учитель – а именно 1876 година. | “ |

Коте Пазов умира в 1901 година на 75 години и му е устроено голямо погребение.